# کلیفور پی. کیس
کلیفور پی. کیس (به انگلیسی: Clifford P. Case) سناتور سابق عضو حزب جمهوری‌خواه ایالات متحده آمریکا بود. وی در سال ۱۹۵۵ تا ۱۹۷۹ میلادی سناتور ایالت نیوجرسی در سنای ایالات متحده آمریکا بود.